# شميلة قريشي
شميلة قريشي (30 أبريل 1988 بكراتشي في باكستان - ) هي لاعبة كريكت باكستانية. شاركت مع منتخب باكستان للكريكت.

## وصلات خارجية
- شميلة قريشي على موقع إي آس بي آن كريك إنفو (الإنجليزية)